# Mary Somerset
Mary Somerset, duquesa de Beaufort (bautizada el 16 de diciembre de 1630 - 7 de enero de 1715) conocida por su nombre de casada de Mary Seymour, Lady Beauchamp y su nombre de nacida Mary Capell, fue una noble, jardinera y botánica inglesa.

## Biografía
Mary nació en Little Hadham, Hertfordshire, Inglaterra en algún momento antes de 16 de diciembre de 1630, en que fue bautizada. Era hija de Sir Arthur Capell, 1.º Barón Capell de Hadham y de Elizabeth Morrison.

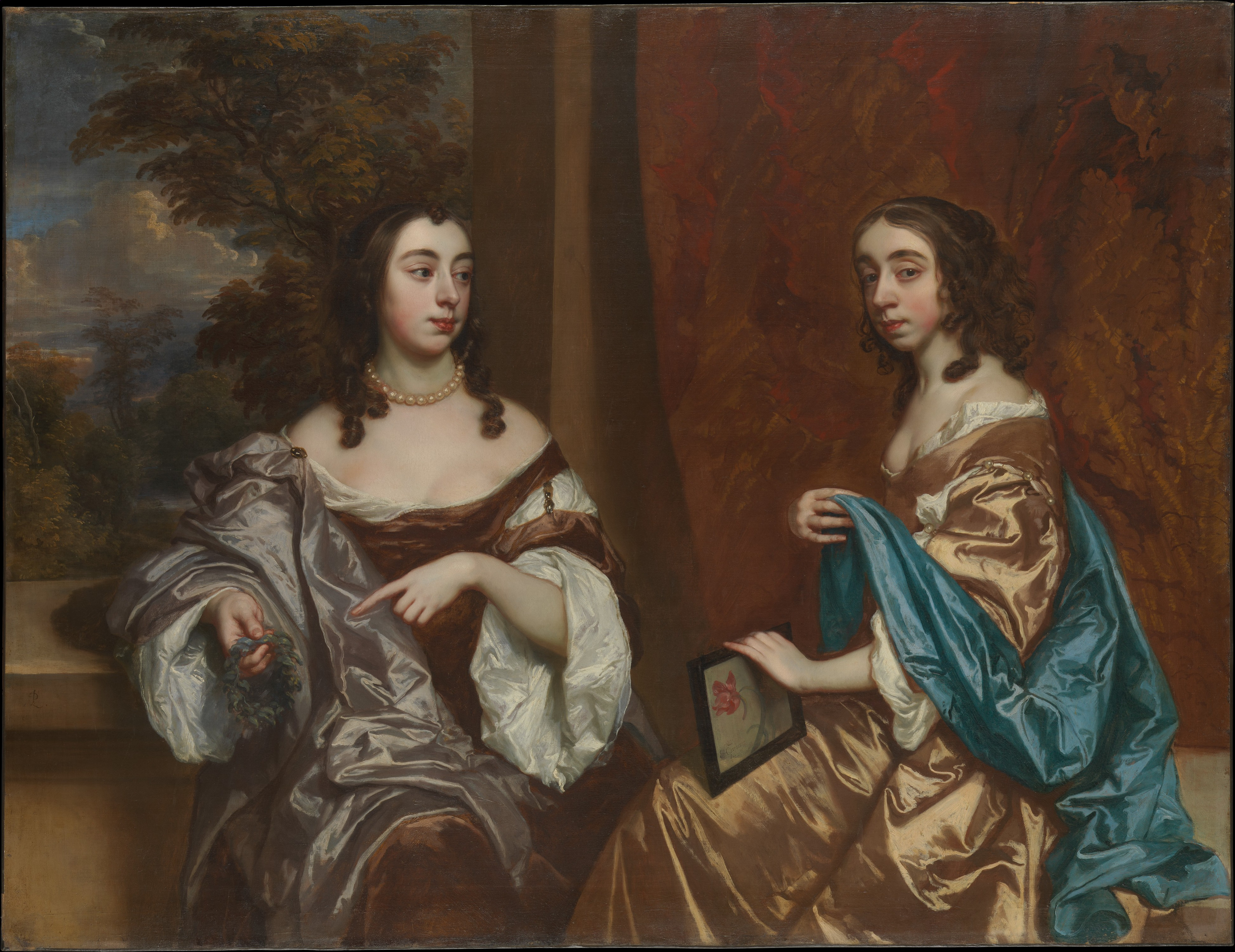
Mary Capell y su hermana, Elizabeth Capell, condesa de Carnarvon por Sir Peter Lely, Museo Metropolitano de Arte

El 28 de junio de 1648, Mary se casó con su primer marido Henry Seymour, Lord Beauchamp, y tuvieron un hijo y una hija. Su marido era un royalista, encarcelado durante la Guerra Civil inglesa.
Su segundo marido, con quien se casó el 17 de agosto de 1657 era Henry Somerset, a la sazón 1.º Duque de Beaufort, y tuvieron seis niños.
Durante el complot papista, se le pidió en ausencia de su marido, que llamara a la milicia, para hacer frente a una (falsa) alarma de una invasión francesa en la Isla de Purbeck, y lo hizo "en un estado de miedo mortal". La supuesta invasión, como mucho que sucedió (o no sucedió) durante el Complot, fue simplemente el resultado de la histeria pública. A pesar de ese momento de pánico, en general mantuvo una actitud despreocupada y racional hacia el complot, expresando su asombro por el hecho de que el informante William Bedloe, a quien ella conocía como "un villano cuya palabra no habría sido tomada a seis peniques" tenía poder para arruinar a cualquier hombre. Asistió al juicio del abogado católico Richard Langhorne, supuestamente en el caso de que Bedloe, un amargo enemigo de su marido, hiciera cargos contra él y tomara notas de la evidencia. Cuando Bedloe protestó ante su presencia, el Lord Chief Justice, William Scroggs, señaló que el juicio estaba abierto al público y preguntó irritablemente lo que las notas de una mujer significaban de todos modos: "no más que su lengua, verdaderamente".
Era una empleadora notoriamente exigente que «aterraba al corazón de sus sirvientes»: todos los días hacía una visita a la casa y los terrenos, y cualquier criado que no se encontraba en el trabajo, era inmediatamente despedido. Incluso los terratenientes vecinos, la saludaban con asombro, y estaban ansiosos por no cruzarla.

### Botánica y jardinera
La duquesa de Beaufort fue una de las primeras jardineras de Gran Bretaña, ratifica Alice Coats. Empezó seriamente recolectando plantas en los 1690s, y su interés en la jardinería se intensificó al enviudar. Tuvo la asistencia de notables jardineros y botánicos como George London y Leonard Plukenet; y recibía semillas de las Indias Occidentales, Sudáfrica, India, Sri Lanka, China y Japón. En 1702,  comprometió los servicios de William Sherard como tutor para su nieto, "él comprende y le encanta mi hobby". Sherard Introdujo más de 1500 plantas, la mayoría de ellos para invernadero, a su colección, en Badminton House o en Beaufort House, Chelsea.
Su casa de Londres estaba al lado de la de Sir Hans Sloane, haciéndole vecina del Chelsea Physic Garden. Su herbario, catalogado en doce volúmenes, 'estaban reunidos y secados por orden de Mary Duquesa de Beaufort',  legándola a Sir Hans Sloane, por cuyo legado llegó al Museo de Historia Natural. Su florilegium de dos volúmenes, con dibujos de Everard Kickius, en su mayoría de su elección de los más exóticos, y el resto permanece en la Biblioteca de Badminton. Entre sus introducciones a la jardinería británica, la mayoría eran plantas de interior, como Pelargonium zonale uno de los ancestros de pelargonios de jardines, ageratum y la Flor de Pasión Azul (Passiflora caerulea).

### Legado y descendientes
El genus Beaufortia, erecto en el siglo XIX por Robert Brown para describir algunas especies de mirtáceas del sudoeste de Australia, le conmemora con su epónimo.
Su retrato, pintado por Sir Godfrey Kneller en 1708, y otro pintado por Sir Peter Lely  retrato de la duquesa con el conde de Carnarvon, se halla en el Museo Metropolitano de Arte.
Entre sus muchos descendientes, se incluye a Diana Princesa de Gales, y a los Duques de Beaufort.